# Adele Obermayr
Adele Obermayr (ur. 10 marca 1894 w Schärding, zm. 19 maja 1972 w Innsbrucku) – austriacka polityk (SPÖ).

## Życiorys
Adele była córką Josefa i Anny Husch. Urodziła się w Schärding, ale rodzice przenieśli się do Innsbrucka, gdy Adelle i jej młodszy brat byli dziećmi. Po ukończeniu szkoły odbyła praktykę handlową i w 1915 roku podjęła pracę w aptece w Kitzbühel. W 1916 roku wstąpiła do Socjaldemokratycznej Partii Robotniczej (SPÖ).
W latach 1918–1919 roku pełniła funkcję radnej miasta Kitzbühel. W 1920 roku wyszła za mąż za piekarza Aloisa Obermayra i zmieniła nazwisko. Zamieszkali w Mühlau i w 1921 roku Obermayr został wybrana do rady gminy. Pełniła tę funkcję do 1924 roku.
W 1924 roku została z ramienia swojej partii wybrana do parlamentu tyrolskiego i zasiadała w nim do 1934 roku, gdy działalność partii socjaldemokratycznej została zakazana. Podczas pracy w parlamencie zajmowała się opieką społeczną, edukacją oraz walczyła o poprawienie sytuacji kobiet.
Po dojściu faszystów do władzy prowadziła działalność w podziemiu. W jej mieszkaniu odbywały się spotkania socjalistów i komunistów. Została aresztowana przez gestapo 30 maja 1942 roku. W styczniu 1943 roku została więźniem obozu koncentracyjnego Ravensbrück, gdzie przeprowadzono na niej eksperymenty medyczne. W sierpniu 1943 roku została zwolniona i w wyniku procesu skazana na 6 lat więzienia.
W 1945 roku Obermayr z ramienia SPÖ została ponownie wybrana do parlamentu Tyrolu. W 1953 roku została członkiem Rady Federalnej w Wiedniu. Jako radna federalna pracowała do 7 listopada 1961 roku.

## Upamiętnienie
- W Innsbrucku jedną z ulic nazwano Adele-Obermayr-Strasse[4].